# Ayizan

Vévé de Ayizan

Dans le vaudou, en particulier en Haïti, Ayizan (ou Grande Ai-Zan, Aizan, ou encore Ayizan Velekete) est le lwa du marché et du commerce. Elle est l'un des lwa-racine, et son nom signifierait « Terre sacrée » ou « Pays sacré ».

## Description
Elle est invoquée lors des rites d'initiation vaudou (appelés kanzo). Son mari est Papa Legba, messager divin, gardien des routes et des rites. Son confrère est Loko Atisou, qui connaît les vertus des plantes et initie les « doktè-fey » (docteurs feuilles), tandis qu'Ayizan protège des mauvais sorts[réf. nécessaire].
Son symbole est la feuille de palmier. Son vévé montre quatre traits formant un losange central hachuré représentant la feuille de palmier, ou un palmier stylisé. Elle ne boit pas d'alcool, et son doublet catholique est sainte Claire.